# Wilbraham (condado de Hampden, Massachusetts)
Wilbraham é um lugar designado pelo censo localizado no condado de Hampden no estado estadounidense de Massachusetts. No Censo de 2010 tinha uma população de 3.915 habitantes e uma densidade populacional de 267,3 pessoas por km².

## Geografia
Wilbraham encontra-se localizado nas coordenadas 42° 07′ 56″ N, 72° 26′ 17″ O. Segundo a Departamento do Censo dos Estados Unidos, Wilbraham tem uma superfície total de 14.65 km², da qual 14.48 km² correspondem a terra firme e (1.11%) 0.16 km² é água.

## Demografia
Segundo o censo de 2010, tinha 3.915 pessoas residindo em Wilbraham. A densidade populacional era de 267,3 hab./km². Dos 3.915 habitantes, Wilbraham estava composto pelo 94.99% brancos, o 1.79% eram afroamericanos, o 0.03% eram amerindios, o 1.76% eram asiáticos, o 0% eram insulares do Pacífico, o 0.43% eram de outras raças e o 1% pertenciam a duas ou mais raças. Do total da população o 2.4% eram hispanos ou latinos de qualquer raça.